# Gunder Hägg

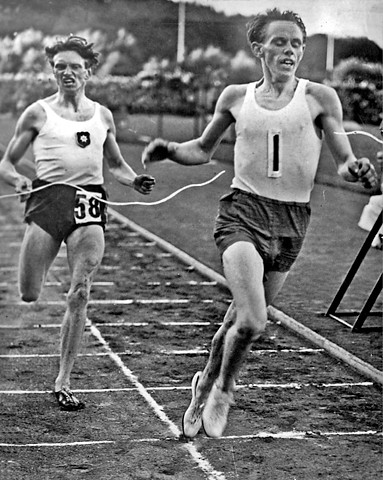
Gunder Hägg (rechts) läuft Weltrekord in 4:06,2 über eine englische Meile im Slottskogsvallen in Göteborg am 1. Juli 1942

Gunder Hägg (* 31. Dezember 1918 in Albacken, Provinz Jämtlands län; † 27. November 2004 in Malmö) war ein schwedischer Leichtathlet.
Hägg war in den 1940er Jahren einer der dominierenden Mittel- und Langstreckenläufer der Welt. Zwischen 1941 und 1945 stellte er 16 Weltrekorde auf. Hägg hielt zur damaligen Zeit alle Rekorde auf den Strecken von 1500 bis 5000 Meter.
Im Alter von sechzehn Jahren begann er mit dem Lauftraining und bereits zwei Jahre später gehörte er zu den Weltklasseläufern. Er trainierte ausschließlich in Wäldern auf weichen Naturböden und im Schnee, um seine Sehnen zu schonen. Er wurde von Gösta Olander trainiert, der zurückgezogen in den Wäldern Nordschwedens ein Trainingslager in Vålådalen unterhielt. Häggs Training ist durch Fahrtspiel gekennzeichnet, d. h., er machte eine Vielzahl von Wiederholungstempoläufen im Gelände, auf Aschenbahnen lief er nur in Wettkämpfen.
Am 20. September 1942 lief Hägg als erster Mensch auf der 5000-Meter-Strecke unter 14 Minuten und war damit zehn Sekunden schneller als der vorige Rekordinhaber. Für diese Leistung wurde er mit der Svenska-Dagbladet-Goldmedaille und mit der Auszeichnung als „Sportler des Jahres“ von Associated Press geehrt. Erst zwölf Jahre später wurde dieser Rekord von Emil Zátopek unterboten. Wegen des Krieges konnte Hägg niemals an Olympischen Spielen teilnehmen.
Hägg, in Schweden auch „Wunder-Gunder“ genannt, wurde im Jahr 1946 auf Lebenszeit gesperrt. Ihm wurde vorgeworfen, von Veranstaltern Geld für Starts bei Sportfesten angenommen zu haben.
Er arbeitete als Holzfäller, Feuerwehrmann, Krawattenverkäufer und Verkäufer von Damenhüten und schrieb nebenbei Erinnerungsbände, die ins Deutsche übersetzt wurden. Seine letzte Autobiographie erschien 1987. Er lebte in den letzten Jahren zurückgezogen nahe der südschwedischen Stadt Malmö.

## Interessante Fakten zu Hägg
Gunder Hägg
- war der Erste unter 14 Minuten über 5000 m;
- war elf Jahre und acht Monate Weltrekordler über 5000 m, länger als jeder andere;
- war der einzige Läufer neben dem Finnen Paavo Nurmi, der alle Weltrekorde von 1500 bis 5000 m brach;
- hatte am Ende seiner Karriere in elf verschiedenen Rennen die sechs schnellsten 2-Meilen-Zeiten und fünf der sechs schnellsten 3000-m-Zeiten erzielt;
- war in seiner kurzen internationalen Karriere über 1500 m, 1 Meile, 3000 und 5000 m insgesamt 10-mal Weltjahresbester;
- war zum Ende der 45er-Saison drei der vier besten Zeiten in der kombinierten Weltbestenliste über 1500 m und die Meile gelaufen.

## Kuriosum
Eine schwedische Band aus der linksgerichteten Progg-Bewegung benannte sich Ende der 1960er Jahre nach Gunder Hägg, durfte den Namen allerdings nach einem Rechtsstreit nicht behalten und taufte sich deshalb 1972 in Blå tåget (Der blaue Zug) um.